# Kemisk egenskab
En kemisk egenskab er et materiales egenskab, der tydeliggøres under eller efter en kemisk reaktion; dvs. en kvalitet der kun kan etableres ved at ændre et stofs kemiske identiet. Kemiske egenskaber kan således ikke måles blot ved at observere eller berøre stoffet; stoffets interne struktur skal påvirkes voldsomt før dets kemiske egenskaber kan undersøges. 
Kemiske egenskaber kan sammenlignes med fysiske egenskaber, der kan afgøres uden at ændre stoffets struktur.